# Vergheas
Vergheas is een gemeente in het Franse departement Puy-de-Dôme (regio Auvergne-Rhône-Alpes) en telt 74 inwoners (2009). De plaats maakt deel uit van het arrondissement Riom.

## Geografie
De oppervlakte van Vergheas bedraagt 7,4 km², de bevolkingsdichtheid is dus 10 inwoners per km².
De onderstaande kaart toont de ligging van Vergheas met de belangrijkste infrastructuur en aangrenzende gemeenten.

## Demografie
Onderstaande figuur toont het verloop van het inwonertal (bron: INSEE-tellingen).